# Benvenuto Fineschi
Benvenuto Fineschi detto Benvenuto (Campagnatico, 7 ottobre 1868 – Siena, 3 marzo 1946) è stato un fantino italiano.

## Carriera al Palio di Siena
Fineschi corse il suo primo Palio di Siena alla non giovanissima età (per un fantino del Palio) di 35 anni. In totale le sue presenze in piazza sono state otto, delle quali la metà sotto i colori dell'Istrice. Fineschi vinse il suo unico Palio di Siena nel luglio del 1905, proprio con l'Istrice, montando il cavallo Ida.
La sua vittoria nel 1905 era annunciata: Benvenuto si presentava ai canapi da vincitore di tutte le prove (compresa la "provaccia"). E non fallì nemmeno nei tre giri di Palio.
Ecco la cronaca della vittoria tratta da "La Vedetta Senese" del 3 luglio 1905:
«La mossa fu bellissima, scappò prima la contrada della Lupa, seguita dalla Selva, dalla Chiocciola, dalla Torre eppoi dall'Istrice. La Chiocciola sorpassò subito le due contrade che le stavano avanti e rimase prima per circa due girate e mezzo. Alla terza girata però, presso la pianata, l'Istrice, sorpassate a sua volta, dopo lo scambio di poche nerbate, la Torre ed il Bruco, si avvicinò alla Chiocciola, ingaggiando con essa viva lotta per sorpassarla e scambiando con essa una infinità di nerbate. La lotta fu breve però e in un momento si vide l'Istrice primo, rimanendovi fino alla vincita.»
L'ultima sua presenza paliesca è avvenuta nell'agosto 1914.
Fineschi fu anche allevatore di cavalli, e uno di essi (un sauro) vinse il Palio del 16 agosto del 1912, montato dal fantino Alfonso Menichetti (detto Nappa).

## Presenze al Palio di Siena
Le vittorie sono evidenziate ed indicate in neretto.
| Palio           | Contrada | Cavallo                   |
| --------------- | -------- | ------------------------- |
| 16 agosto 1903  | Istrice  | Morello di Paolo Neri     |
| 3 luglio 1904   | Onda     | Morello di Giulio Cerpi   |
| 2 luglio 1905   | Istrice  | Ida                       |
| 16 agosto 1905  | Istrice  | Baio di Remigio Bellini   |
| 2 luglio 1906   | Lupa     | Baio di Alessandro Ciacci |
| 16 agosto 1910  | Istrice  | Sauro di Alduino Emidi    |
| 16 ottobre 1914 | Onda     | Baio di Paolo Neri        |